# هنریک راندو
هنریک زک کوئلیو ون راندو (به پرتغالی: Henrique Zech Coelho Van Randow) (زاده ۵ آوریل ۱۹۷۸) بازیکن والیبال اهل برزیل که از سال ۲۰۰۲ تا ۲۰۰۵ عضو تیم ملی والیبال برزیل بود.
راندو به همراه تیم ملی برزیل به سه قهرمانی لیگ جهانی در سال های ۲۰۰۳، ۲۰۰۴ و ۲۰۰۵ رسید و در سال ۲۰۰۲ نیز مدال طلا قهرمانی جهان را به دست آورد.